# براعم عمان (مجلة)
مجلة براعم عمان هي مجلة أردنية شهرية تصدرها أمانة مدينة عمان الكبرى، صدر العدد الأول منها في عام 1998م تحت شعار، مجلة ثقافية مصورة للأطفال، الفئة العمرية من 7 إلى 16 سنة، رئيس التحرير المسؤول عبد الله رضوان وهناك إشارة إلى أن رئيس التحرير هو هاشم غرايبة، تتكون هيئة التحرير من روضة الهدهد، علي البتيري، وفاء القسوس، يوسف الغزو. الإخراج الفني: كفاح فاضل آل شبيب، القطع 29×20 سم. 
مجلة براعم عمان من قلائل المجلات التي تقدم عروضاً للكتب، وفي المجلة مقدمة باسم مرحباً يكتبها رئيس التحرير داعياً الأطفال أن يكتبوا لأقرانهم. لا توجد في المجلة شخصيات ثابتة، عدد صفحات الكرتون 5 صفحات من بين 32 صفحة.

## طاقم العمل
من كتاب المجلة: وفاء القسقوس، محمود قاسم، أحمد أبو غنيمة، نداء عويص، لينا كيلاني، محمد أبو عفيفة، سعيد غزلان، وغيرهم، أما الرسامون فمنهم بسام القرعان، ونسيم مطير، وإسماعيل حماد، وزياد الزغبي، ومحمد هاشم وآخرون.

## الأبواب
تتضمن المجلة العديد من صفحات التسالي، بعضها تسابق داخل المجلة، وبعضها الآخر يدخل في إطار المسابقات، من طراز اختر الإجابة الصحيحة، من هو العدد المفقود، ارسموا ولونوا، وهناك باب علمي يعلم الأطفال كيف يصنعون الأشياء من تجارب الكيمياء والفيزياء، وهناك مسابقة ذات جوائز غير محددة يرسمها محمد هاشم وعلى القارئ أن يؤلفها بالكلمات وهو أسلوب مبتكر في تعليم الأطفال ابتكار القصص والحكايات.
ليس للمجلة ملاحق، وتنشر المجلة صور القراء في صفحات متعددة، كما تنشر مساهمات هؤلاء القراء وهناك حالة من الاحتفاء الحقيقي بنشر هذه المساهمات ويبدو ذلك في جودة إخراج الصفحات من نشر الرسوم والقصص وإلى جوار كل مساهمة صورة صاحبها، كما تنشر المجلة قصصاً لأطفال صغار مع رسوم من رسامين محترفين، وباعتبار أن المجلة صادرة عن أمانة عمان، فإن المجلة تشجع القراء الصغار على القراءة سواء بعرض الكتب أو عمل تحقيقات من طراز أطفال عمان يحبون القراءة، المجلة لا تعتمد على الإعلانات ولا على الموارد الأجنبية، وسعر المجلة غير محدد، ويبدو أنها لا تباع، ليس على الغلاف إشارة إلى مواد العدد، ولكن توجد إشارة عن تاريخ الإصدار والفئة العمرية، والجهة صاحبة الأصدار.
- ركن البراعم: ويعتمد على نشر رسوم ومؤلفات القراء الصغار مع صورهم.
- مسابقات وجوائز
- يوميات كنقوش
- ارسموا ولونوا
- مكتبة البراعم